# 耶施泰滕
耶施泰滕是德国巴登-符腾堡州的一个市镇。总面积20.62平方公里，总人口5120人，其中男性2479人，女性2641人（2011年12月31日），人口密度248人/平方公里。